# Hémiaminal

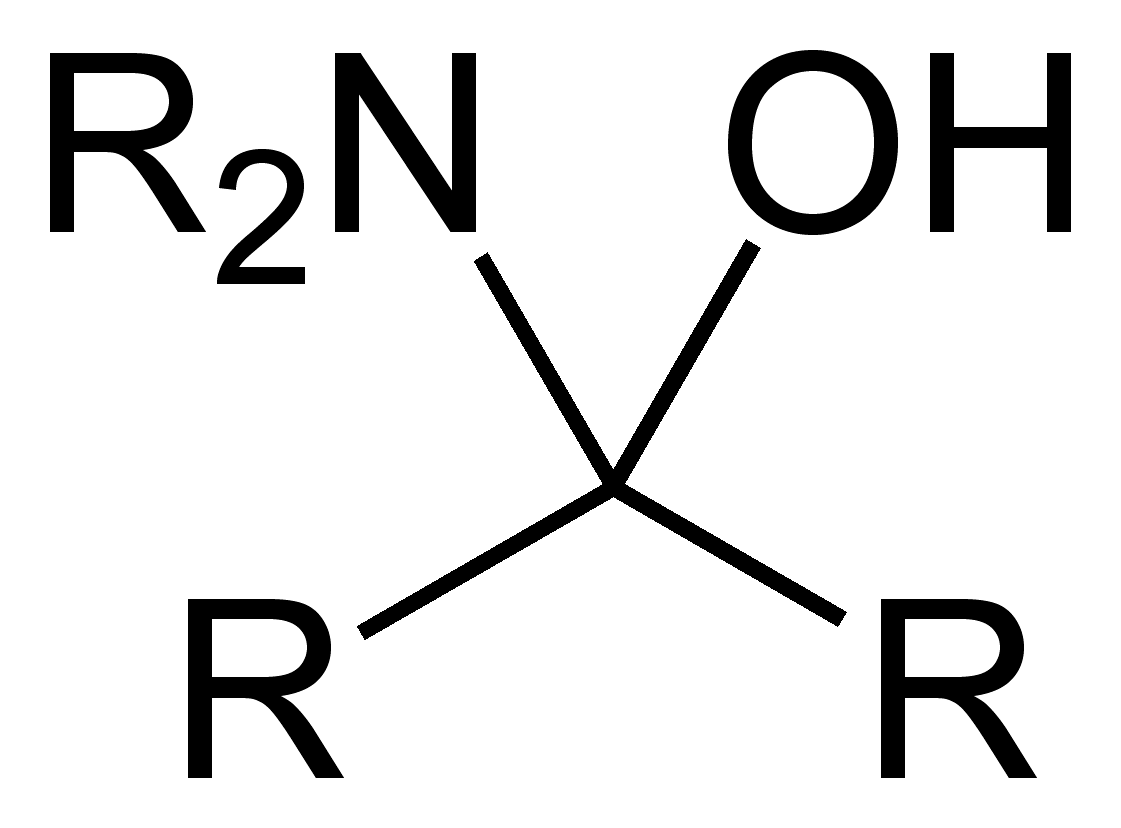
Groupe hémiaminal

Les hémiaminals ou hémiaminoacétals sont un groupe de composés organiques possédant sur un même carbone un groupe hydroxyle et une fonction amine : -C(OH)(NR2)-, R pouvant être un atome d'hydrogène ou un groupe alkyle. 
Les hémiaminals sont des intermédiaires dans la formation d'une imine à partir d'une amine et d'un composé carbonylé par alkylimino-dé-oxo-bisubstitution.  

## Exemple
Un exemple d'hémiaminal est le carbazol-9-yl-méthanol, obtenu par réaction entre la fonction amine secondaire d'un carbazole et le formaldéhyde :
Cette réaction s'effectue dans le méthanol en reflux avec du carbonate de potassium. Une catalyse acide transforme l'hémiaminal en aminal, le N,N´-biscarbazol-9-yl-méthane.

## Propriétés
Les hémiaminals formés à partir d'amines primaires sont tellement instables qu'ils n'ont à ce jour jamais été isolés, et n'ont été que rarement directement observés. En 2007, une sous-structure d'hémiaminal piégée dans la cavité d'un complexe hôte-invité a été étudiée, et on a déterminé sa demi-vie chimique à 30 minutes. Comme à la fois l'amine et le carbonyle sont isolés dans la cavité, la formation de l'hémiaminal est favorisée, due à une constante de réaction très grande dans le sens direct, comparable à celle d'une réaction intramoléculaire, ainsi qu'au fait que l'accès à une base extérieure à la cavité est restreinte, ce qui entrainerait une élimination d'eau pour former l'imine.

## Utilité
La formation de l'hémiaminal est une étape-clé dans la synthèse totale asymétrique de la saxitoxine :
Dans cette étape de la réaction, le groupe alcène est d'abord oxydé en un intermédiaire, un acyloïne, par l'action du chlorure d'osmium(III), de l'oxone (catalyseur sacrificiel) et du carbonate de sodium (base).

## Éther d'hémiaminal

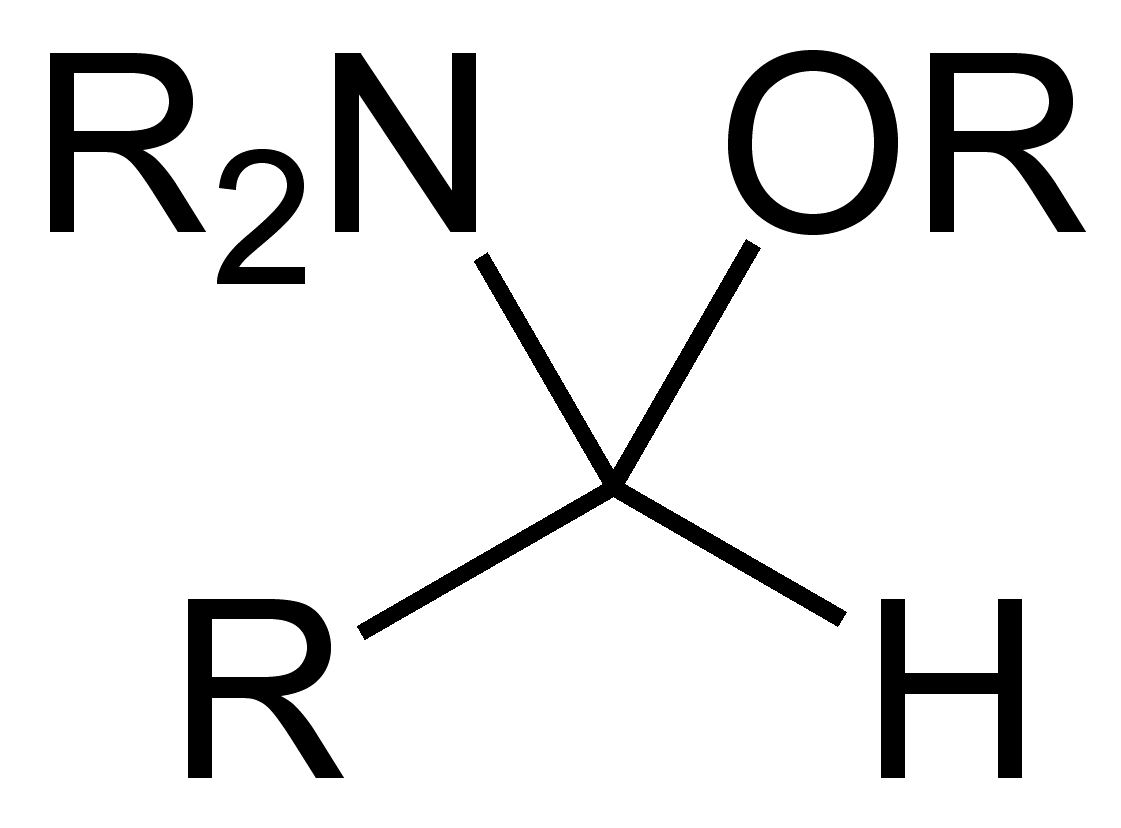
Éther d'hémiaminal dérivé d'un aldéhyde

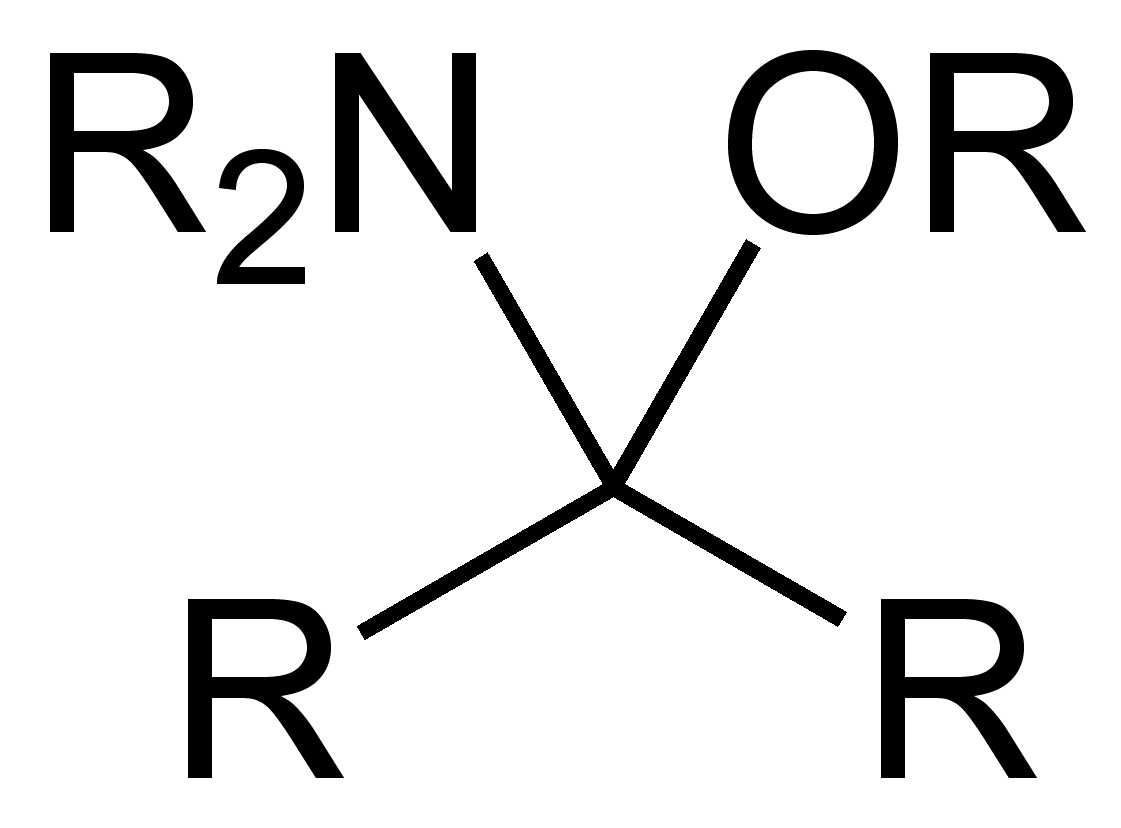
Éther d'hémiaminal dérivé d'une cétone

Les éthers d'hémiaminal sont des dérivés des hémiaminals où le groupe alcool a été alkylé pour former un groupe éther. On compte les glycosylamines parmi les éthers d'hémiaminal cycliques.